# 21357 Девід'ін
21357 Девід'ін (21357 Davidying) — астероїд головного поясу, відкритий 31 березня 1997 року.
Тіссеранів параметр щодо Юпітера — 3,295.